# قطرب (أسطورة)
القُطرُب في التراث العربي يُصنَّف على أنه جني أو شيطان مستذئب. وهو أيضاً شبيه بالغول لأنه يُعتقد بمطاردة القبور وأكل الجثث. ظهر القطرب أيضاً كوحش في لعبة فاينل فانتسي 5.